# Norwegian Reward
Norwegian Reward este programul de fidelitate al companiilor aeriene din grupul Norwegian.
Programul a fost început în 2007 și are peste 8 milioane de membri (2018). De fiecare dată când membrii fac o călătorie cu Norwegian sau folosesc servicii de la partenerii Norwegian Reward, CashPoints sunt câștigate. Punctele CashPoint sunt aceleași ca puncte bonus, 1 CashPoint este egal cu 1 coroană norvegiană. Punctele pot fi folosite pentru a plăti bilete sau produse similare, cum ar fi rezervări de locuri sau bagaje. Norwegian Reward nu funcționează cu nivelele tradiționale de stare, dar persoanele care zboară de multe ori pot obține beneficii suplimentare denumite "Rewards".
Bank Norwegian este legată de programul de beneficii, iar clienții cărții de credit norvegiene obțin carduri de credit pentru toate achizițiile. CashPoints pot fi, de asemenea, câștigate prin achiziții în alte industrii, cum ar fi asigurarea, alimentarea și mobilitatea.
În 2017 și 2018, Norwegian Reward a câștigat premiul pentru "Cel mai bun program de loialitate al companiei aeriene în Europa / Africa".